# Гранд Травърс (окръг, Мичиган)
Окръг Гранд Травърс (на английски: Grand Traverse County) е окръг в щата Мичиган, Съединени американски щати. Площта му е 1557 km², а населението - 77 654 души (2000). Административен център е град Травърс Сити.